# Pokhari Bhanjyang
Pokhari Bhanjyang – gaun wikas samiti w zachodniej części Nepalu w strefie Gandaki w dystrykcie Tanahu. Według nepalskiego spisu powszechnego z 2001 roku liczył on 832 gospodarstw domowych i 4082 mieszkańców (2180 kobiet i 1902 mężczyzn).